# Mauni repülőtér
A Mauni repülőtér (IATA: MUB, ICAO: FBMN) Botswana egyik nemzetközi repülőtere, amely Maun közelében található. Éves utasforgalma 271 414 fő (2018).

## Futópályák
A repülőtér futópályái:
- 08/26 (3700 m, 45 m, aszfalt)

## Forgalom
Az utasforgalom az elmúlt években az alábbi módon változott:
| 2017 | 247 334 |
| 2018 | 271 414 |